# 卡齊布爾烏帕齊拉
卡齊布爾是孟加拉國的一個烏帕齊拉，位於拉傑沙希專區的錫拉傑甘傑縣。

## 地理
卡齊布爾烏帕齊拉方圓368.63平方（142.33平方英里），賈木納河為該地主要河流，伊恰馬蒂河流經其西部邊界。

## 人口
據1991年孟加拉國人口普查，卡齊布爾共有人口244804人，其中男性佔比50.39%，女性49.61%；成年人口120257人。該地7歲以上人口之平均識字率為30.5%，低於全國平均值（42.4%）。